# Кольское саамское радио
Кольское саамское радио — российская региональная независимая радиостанция. Базируется в селе Ловозеро — культурной столице саамского населения России. Радиостанция осуществляет радиовещание как на саамском (кильдинском саамском), так и на русском языке.
Полное название организации — Закрытое акционерное общество «Кольское саамское радио». Почтовый адрес (2009): 184590, Мурманская обл., Ловозерский р-н, с. Ловозеро, Советская ул., 8.
Одной из основных задач, которые ставит перед собой Кольского саамского радио, является сохранение правильного саамского языка для подрастающего поколения саамов. Кольское саамское радио — единственное в России средством массовой информации на саамских языках.

## Хронология событий
С 1990 года передачи на саамском языке выходили на ГТРК Мурман в Ловозере, однако в 2000 году вещание на саамском языке прекратилось. В связи с этим в 2001 году начал реализовываться международный проект по созданию независимой саамской радиостанции. Стартовые затраты по созданию саамского радио на Кольском полуострове были большей частью профинансированы различными общественными, государственными и межгосударственными организациями — Саамским парламентом Норвегии, Министерством иностранных дел Норвегии, Норвежским Баренцсекретариатом, Советом министров северных стран и программой ЕС Интеррег.
Журналисты радиостанции готовили радиопрограммы на северносаамском языке для обмена с коллегами с норвежских, финских и шведских саамских радиостанций.
В 2009 году у радиостанции возникли серьёзные проблемы в связи с длительной невыплатой заработной платы сотрудникам и накоплением долгов. Проверка, проведённая в 2009 году прокуратурой Ловозерского района, выявила, что заработная плата работникам радио в течение длительного периода в полном объёме не выплачивалась и общая задолженность ЗАО перед работниками составила 270 тысяч рублей. В марте 2010 года за нарушение трудового законодательства директор Кольского саамского радио Александр Пауль был дисквалифицирован. В 2010 году радиостанция была закрыта.
В 2012 году радиостанция возобновила работу.